# الحسن بن شكر العيوني
الحسن بن شكر العيوني أميرٌ عيونِيّ حكم القطيف وأوال ما بين (577 - 580 هـ) قُتل أثناء مواجهته لعبد الله بن علي بن عبد الله العيوني،

### فِهرِس المراجع
1. ↑  المديرس (2002)، ص. 121.

### بَيانات المراجع
الكُتُب مُرتَّبة حَسب تاريخ النَّشر
- عبد الرحمن بن مديرس المديرس (2002). الدولة العُيُونيَّة في البَحْرَيْن: 469-636هـ/1076-1238م. الرياض: دارة الملك عبد العزيز. ISBN:9960-693-81-3. LCCN:2003346798. OCLC:52358413. OL:20126399M. QID:Q118072568.